# Bénaménil
Bénaménil ist eine französische Gemeinde mit 590 Einwohnern (Stand 1. Januar 2022) im Département Meurthe-et-Moselle in der Region Grand Est (vor 2016 Lothringen). Sie gehört zum Arrondissement Lunéville und zum Kanton Baccarat. Die Einwohner nennen sich Bénaménilois(es).

## Geografie
Die Gemeinde liegt etwa 38 Kilometer südöstlich von Nancy im Süden des Départements Meurthe-et-Moselle. Nachbargemeinden sind Manonviller im Norden, Domjevin im Nordosten, Fréménil im Osten und Südosten, Buriville im Südosten und Süden, Saint-Clément im Südwesten und Westen sowie Thiébauménil im Nordwesten. Der Fluss Vezouze durchquert die Gemeinde und bildet streckenweise die nördliche Gemeindegrenze. Weite Teile des Gemeindegebiets sind vom Wald Bois Communaux de Bénaménil bedeckt.

## Geschichte
Funde aus gallo-römischer Zeit belegen eine frühe Besiedlung. Die heutige Gemeinde wird unter dem lateinischen Namen Bernardi vicus in einem Dokument der Abtei Saint-Remy erstmals erwähnt. In einem Dokument der gleichen Abtei taucht 1277 der Name Bernartmanil auf. Bénaménil gehörte historisch zum Herzogtum Lothringen, das 1766 an Frankreich fiel. Bis zur Französischen Revolution lag die Gemeinde dann im Grand-gouvernement de Lorraine-et-Barrois. Von 1793 bis 1801 war die Gemeinde dem Distrikt Lunéville zugeteilt und in den Kanton La Neuveville aux Bois (für wenige Monate zuvor Kanton Bénaménil) eingegliedert. Seit 1801 war sie dem Arrondissement Lunéville und dem Kanton Lunéville-Sud-Est (der 1825 zum Kanton Lunéville-Sud wurde) zugeordnet. Die Gemeinde lag bis 1871 im alten Département Meurte. Seither bildet sie einen Teil des Départements Meurthe-et-Moselle.

## Bevölkerungsentwicklung
| Jahr                       | 1962 | 1968 | 1975 | 1982 | 1990 | 1999 | 2007 | 2019 |
| Einwohner                  | 414  | 382  | 397  | 438  | 527  | 498  | 534  | 584  |
| Quellen: Cassini und INSEE |      |      |      |      |      |      |      |      |

## Verkehr
Bénaménil liegt zwar zwischen zwei Bahnstrecken Richtung Vogesen und Sarrebourg, hat aber keinen eigenen Bahnanschluss. Mitten durch die Gemeinde führt die N4 mit einem Vollanschluss auf Gemeindegebiet. Für den regionalen Verkehr ist die D400 wichtig, die durch das Dorf führt.

## Sehenswürdigkeiten
- Dorfkirche Saint-Jean-Baptiste; Turm aus dem 16. Jahrhundert, der Rest der Kirche 18./19. Jahrhundert

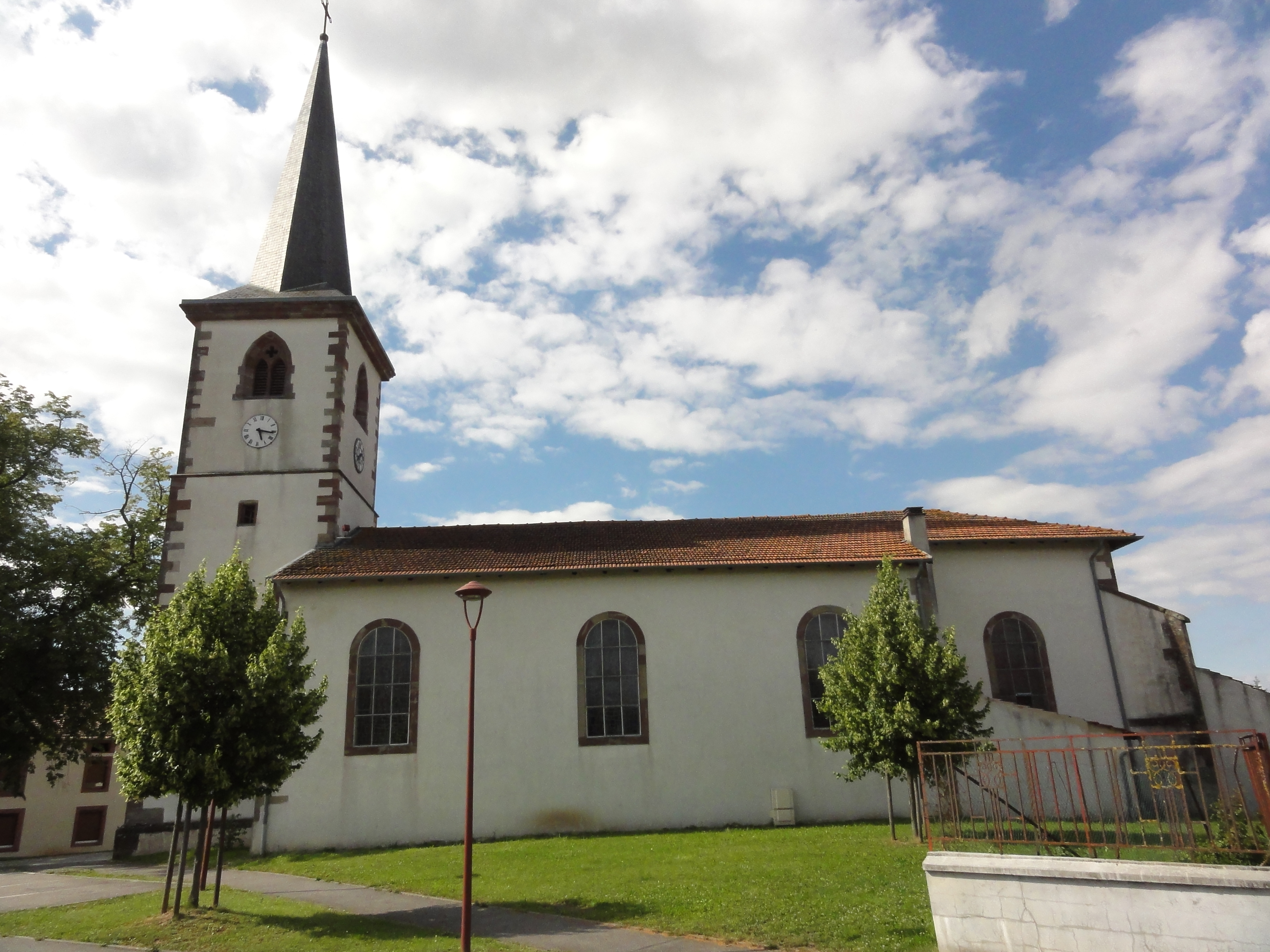
Kirche Saint-Jean-Baptiste

- Denkmal für die Gefallenen[2]